# تقطیر پیوسته

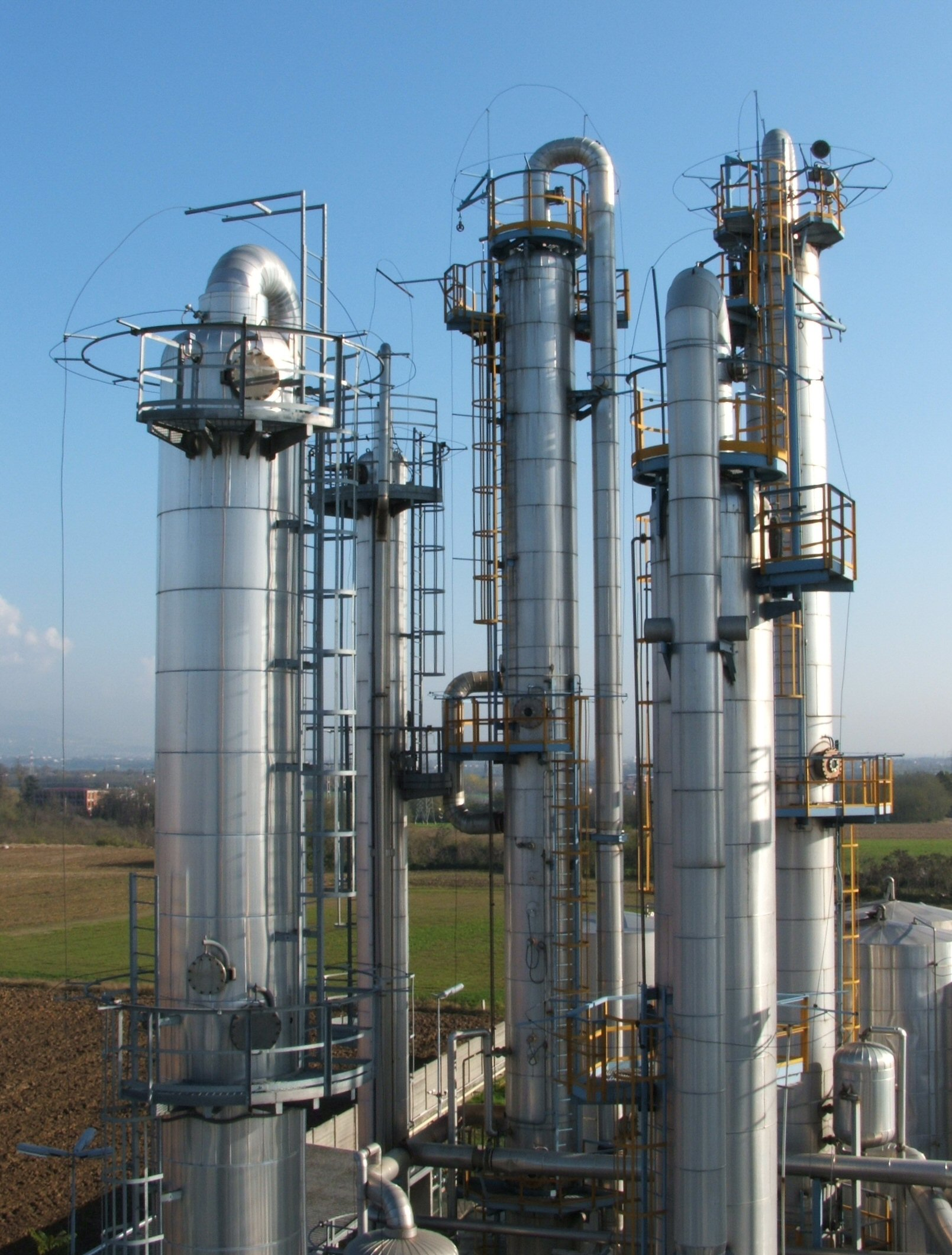
نمونه ای از یک برج تقطیر جداسازی صنعتی

تقطیر پیوسته(به انگلیسی: Continuous distillation) یکی از روش های تقطیر صنعتی است که در آن از یک برج جداسازی به نام برج تقطیر به عنوان محل جداسازی.یک مبرد در بالای برج و یک ریبویلر در پایین نیز بخش های دیگر این واحد جداسازی هستند.از این روش برای جداسازی در اندازه ها و حجم بالا استفاده می شود.